# Berteaucourt-lès-Thennes

Berteaucourt-lès-Thennes este o comună în departamentul Somme, Franța. În 1 ianuarie 2022 avea o populație de 497 de locuitori.